# Макарцев, Михаил Константинович
Михаи́л Константи́нович Мака́рцев (4 февраля 1927 года, Елец, Орловская губерния — 14 марта  2024 года, Москва) — советский и российский военный деятель, Герой Социалистического Труда (1984), генерал-полковник (1983).

## Биография
После окончания школы поступил в Елецкий путейно-строительный техникум, который окончил с отличием в 1946 году и до 1948 года работал техником в проектной конторе управления Московско-Донецкой железной дороги, Елецкой дистанции зданий и сооружений.
В апреле 1948 года был призван в армию и служил рядовым железнодорожного батальона в Азербайджанской ССР. После срочной службы остался служить в Вооружённых Силах.
После окончания Ленинградского военного училища военных сообщений имени М. В. Фрунзе командовал взводом, участвовавшего в строительстве Сочинского вокзала, затем подразделения под его командование строили железнодорожные пути и объекты железнодорожного транспорта на Куйбышевской железной дороге.
С окончанием в 1958 году Военной академии тыла и транспорта служил на должностях командира роты, заместителя командира мостового батальона по политической части и командира 8-го железнодорожного батальона. Принимал участие в строительстве Западно-Карельской магистрали, железнодорожных линий в Прибалтике и Белоруссии, в прокладке магистрали Тюмень — Сургут.
Первой наградой орденом Ленина был награждён за освоение новой техники и технологии при строительстве моста в должности командира батальона, который впервые освоил сооружение высоких железобетонных опор на 24-метровых сваях-оболочках, а также осуществил укладку бетона под водой.
В дальнейшем служил на должностях заместителя командира и командира 29-й отдельной железнодорожной Варшавской бригады (Вильнюс), заместителя командира и командира 4-го железнодорожного корпуса (Свердловск) и начальника штаба Железнодорожных войск Министерства обороны СССР.
Строительство Байкало-Амурской магистрали началось в 1974 году с началом строительства линии БАМ — Тында, которую строили под его руководством. Нужно было выполнить более 6 миллионов кубометров земляных работ, уложить 180 километров железнодорожного пути, построить около 170 искусственных сооружений, много станций и разъездов.
В 1983 году присвоено очередное воинское звание «Генерал-полковник».
С февраля 1983 по февраль 1992 года служил на должности начальника Железнодорожных войск Министерства обороны СССР.
28 апреля 1984 года на разъезде имени Героя Советского Союза В. П. Мирошниченко Байкало-Амурской магистрали состоялся торжественный митинг, посвящённый укладке последнего звена на 1470-километровой трассе Тында — Комсомольск-на-Амуре. Это событие произошло на полтора года раньше намеченного по плану срока. Начальник Железнодорожных войск генерал-полковник М. К. Макарцев доложил заместителю Министра обороны СССР — начальнику Тыла Вооружённых Сил СССР Маршалу Советского Союза С. К. Куркоткину о готовности Восточного участка БАМа пропустить первый поезд.
Указом Президиума Верховного Совета СССР от 25 октября 1984 года за выдающиеся успехи при сооружении Байкало-Амурской магистрали, обеспечение досрочной укладки пути на всем её протяжении и проявленный при этом героизм генерал-полковнику Михаилу Константиновичу Макарцеву присвоено звание Героя Социалистического Труда с вручением ордена Ленина и золотой медали «Серп и Молот».
В феврале 1992 года уволен с военной службы по достижении предельного возраста. 
Умер 14 марта 2024 года. Похоронен в Москве на Троекуровском кладбище.

## Награды
- Герой Социалистического Труда (1984)
- Орден Ленина (1964);
- Орден Ленина (1984),
- Орден Трудового Красного Знамени (1980);
- Орден «За службу Родине в Вооружённых Силах СССР» II степени,
- Орден «За службу Родине в Вооружённых Силах СССР» III степени;
- Медали;

Почётные звания
- Заслуженный строитель Литовской ССР (1966),
- Почётный железнодорожник (1985),
- Почётный транспортный строитель (1983).

## Сочинения
- Совершенствование организации железнодорожных войск в годы Великой Отечественной войны // Военно-исторический журнал. — 1985. — № 9. — С. 80—85.
- Восточный фланг БАМа. — Лика, 2012.

## Память
- Имя воина увековечено в Главном Храме Вооружённых сил России и на мемориале «Дорога памяти»[2].
- Памятная табличка в здании вокзала города Сочи